# Fred Noro
Pour les articles homonymes, voir Noro.
Fred Noro, pseudonyme de Siegfried Schwarz, né le 20 octobre 1929 à Steyr en Autriche d'une famille juive et mort le 10 juin 2009 à Fréjus, est un auteur français de nombreux romans policiers et de d'espionnage. Il est également scénariste de bandes dessinées.

## Biographie
À partir des années 1960, il publie de nombreux romans chez Fleuve noir, dans les collections Spécial Police et Espionnage en particulier. Il est le créateur du personnage du Vicomte, un agent secret français, dont le vrai nom est Vincent de Vrain. La série a fait l'objet d'une adaptation en bandes dessinées sur des scénarios écrits par Fred Noro à partir de ses propres romans.
Son roman Un certain code (1960) est adapté au cinéma par Édouard Molinaro en 1962 sous le titre Les Ennemis. En 1975, Jean Kerchbron réalise le téléfilm Les Malfaisants à partir du roman éponyme paru en 1968.
Les aventures du Vicomte sont tirées à plus de 100.000 exemplaires chacune.
Le samedi 12 avril 1975, il est invité sur Antenne 2 à l'émission "Ils arrivent" de Gérard Guégan et Raphaël Sorin, ayant pour sujet les espions.
Il a épousé Liliane Exbrayat, notaire à Dreux et présidente de la Chambre des notaires d'Eure-et-Loir. Il demeurait à Sainte-Gemme-Moronval (Eure-et-Loir) avec une résidence secondaire à Grimaud (Var) où il décède, sans descendance, d'une attaque cardiaque subite.

## Œuvre

### Romans

#### SérieLe Vicomte
- Un agent a été pris, Paris, Fleuve noir, Espionnage no 536, 1966
- Le Cirque aux espions, Paris, Fleuve noir, Espionnage no 563, 1966
- La Peau du Vicomte, Paris, Fleuve noir, Espionnage no 603, 1966
- Tchao, Vicomte, Paris, Fleuve noir, Espionnage no 626, 1966
- Le Vicomte en guérilla, Paris, Fleuve noir, Espionnage no 673, 1967
- Le Vicomte en eau trouble, Paris, Fleuve noir, Espionnage no 703, 1968
- Joue, Vicomte, Paris, Fleuve noir, Espionnage no 723, 1969
- La Sibérie, Vicomte..., Paris, Fleuve noir, Espionnage no 744, 1969
- Demain il fera nuit, Vicomte, Paris, Fleuve noir, Espionnage no 779, 1969
- Où vas-tu, Vicomte ?, Paris, Fleuve noir, Espionnage no 810, 1970
- Et après, Vicomte ?, Paris, Fleuve noir, Espionnage no 835, 1970
- S'il le faut, Vicomte, Paris, Fleuve noir, Espionnage no 849, 1970
- Aux bons soins du Vicomte, Paris, Fleuve noir, Espionnage no 870, 1971
- La Longue Marche du Vicomte, Paris, Fleuve noir, Espionnage no 904, 1971
- Ce soir à Chiraz, Vicomte, Paris, Fleuve noir, Espionnage no 919, 1971
- Le Vicomte est revenu, Paris, Fleuve noir, Espionnage no 1358, 1977
- Tue, Vicomte, Paris, Fleuve noir, Espionnage no 1413, 1978
- Le Vicomte et le Gendarme, Paris, Fleuve noir, Espionnage no 1425, 1978
- Écoute, Vicomte, Paris, Fleuve noir, Espionnage no 1472, 1979
- Cette nuit, Vicomte, Paris, Fleuve noir, Espionnage no 1498, 1979
- Peut-être demain, Vicomte, Paris, Fleuve noir, Espionnage no 1532, 1980

#### SérieZac
- Un certain Zac, Paris, Fleuve noir, Espiomatic no 57, 1976
- Mourir pour Aldéa, Paris, Fleuve noir, Espiomatic no 61, 1976
- Noir comme le sang, Paris, Fleuve noir, Espiomatic no 64, 1976
- Nul n'est immortel, Paris, Fleuve noir, Espiomatic no 69, 1976 ; réédition sous le titre Zac, nul n'est immortel, Paris, Hervé Hixe no 5, 1975
- L'Homme de la maffia, Paris, Fleuve noir, Espiomatic no 72, 1976
- Pourquoi Cristina ?, Paris, Fleuve noir, Espiomatic no 78, 1977

#### Autres romans
- Un certain code, Paris, Presses de la Cité, Espionnage no 32, 1960
- Armes en tous genres, Paris, Presses de la Cité, Espionnage no 38, 1960
- Un nommé Victor, Paris, Presses de la Cité, Espionnage no 53, 1960
- Un cercueil en acajou, Paris, Presses de la Cité, Espionnage no 64, 1960
- Barbouze Poker, Paris, Presses de la Cité, Espionnage no 77, 1961
- Seul pour mourir, Paris, Presses de la Cité, Espionnage no 84, 1961
- D comme dollar, Paris, Presses de la Cité, Espionnage no 108, 1961
- L'Enfer à la main, Paris, Presses de la Cité, Espionnage no 111, 1961
- L'Ombre et la Proie, Paris, Presses de la Cité, Espionnage no 128, 1962
- Sang de pigeon, Paris, Presses de la Cité, Espionnage no 136, 1962
- Pour le pire, Paris, Presses de la Cité, Espionnage no 148, 1962
- Situation sans avenir, Paris, Presses de la Cité, Un mystère no 608, 1962
- Ceux qui vont mourir, Paris, Fleuve noir, Espionnage no 354, 1963
- Couleur deuil, Paris, Fleuve noir, Spécial Police no 359, 1963
- Celui qui n'y croyait pas, Paris, Fleuve noir, Espionnage no 379, 1963
- Mourir un peu, Paris, Fleuve noir, Spécial Police no 375, 1963
- Les tueurs meurent aussi, Paris, Fleuve noir, Spécial Police no 404, 1964
- Mourir utile, Paris, Fleuve noir, Espionnage no 412, 1964
- Faut bien vivre, Paris, Fleuve noir, Spécial Police no 430, 1964
- L'Homme de nulle part, Paris, Fleuve noir, Espionnage no 435, 1964
- On recherche héritière, Paris, Fleuve noir, Spécial Police no 459, 1965
- Un homme et de la peur, Paris, Fleuve noir, Espionnage no 469, 1965
- Aller sans retour, Paris, Fleuve noir, Espionnage no 498, 1965
- À chacun son prix, Paris, Fleuve noir, Spécial Police no 520, 1966
- À condition d'en sortir, Paris, Fleuve noir, Spécial Police no 564, 1967 ; réédition, Paris, Fleuve noir, Polar 50 no 32, 1990
- Les Malfaisants, Paris, Fleuve noir, Spécial Police no 639, 1968 ; réédition, Paris, Fleuve noir, Polar 50 no 3, 1988

## Prix
"La palme d'or de l'espionnage" 1968 pour son livre "le Vicomte en Eau Trouble" .

## Adaptations

### Au cinéma
- 1962 : Les Ennemis, film français réalisé par Édouard Molinaro, adaptation du roman Un certain code (1960), avec Dany Carrel, Roger Hanin, Pascale Audret et Claude Brasseur

### À la télévision
- 1970 : On recherche héritière téléfilm français réalisé par Philippe Ducrest
- 1975 : Les Malfaisants, téléfilm français réalisé par Jean Kerchbron, adaptation du roman éponyme, avec Pierre Michael, Paul Muller et Marilù Tolo